# Fenómeno fan
Fenómeno fan es un programa de televisión de género talent show emitido por los canales Canal Sur, Disney Channel España, CMM TV y Canal Extremadura Televisión. El concurso es presentado por David Broncano y tiene como jurado a Rafa Méndez, María Parrado y Jaime Cantizano.

## Mecánica
Es un programa musical que busca a jóvenes talentos, de entre cinco y quince años, de España. Los concursantes se enfrentan a un jurado de expertos que valora sus actuaciones, su estilo, su entrega y su desparpajo encima del escenario. Ellos tres dan la última palabra ya que, antes, los candidatos deben obtener la aprobación de un jurado formado por 50 niños de su misma edad situados en una grada en la que deciden a través de sus pulsadores, quiénes pueden entrar en la competición y quien no les convencen.
El programa se divide en diversas fases, primero está la etapa de cástines, luego la fase de admisión, seguida por la fase de duelos y tríos. También se puede dar una fase de repesca para, finalmente, llegar a la semifinal y a la final, donde los 6 últimos concursantes se disputan la victoria.

## Concursantes de todas las ediciones
| Concursantes               | Concursantes                           | Lugar de procedencia |
| -------------------------- | -------------------------------------- | -------------------- |
| Aitor Sáez Cáceres         | Pulpí (Almería)                        |                      |
| Alba                       | (Cáceres)                              |                      |
| Ana                        | San Clemente (Cuenca)                  |                      |
| Ana María                  | Lucena (Córdoba)                       |                      |
| Andrea                     | La Puebla del Río (Sevilla)            |                      |
| Ángela                     | (Sevilla)                              |                      |
| Arancha                    | Santa Cruz de Retamar (Toledo)         |                      |
| Bibiana                    | Illescas (Toledo)                      |                      |
| Blanca                     | Bormujos (Sevilla)                     |                      |
| Carla                      | Alcalá de Guadaíra (Sevilla)           |                      |
| Celia                      | (Badajoz)                              |                      |
| Charlotte Summers          | Marbella (Málaga)                      |                      |
| Cristina & Lucía           | Dos Hermanas (Sevilla)                 |                      |
| Daniel                     | Dos Hermanas (Sevilla)                 |                      |
| Elsa Tortonda Ropera       | Villafranca de los Barros (Badajoz)    |                      |
| Emilio                     | (Badajoz)                              |                      |
| Gema                       | (Cádiz)                                |                      |
| Guillermo                  | (Málaga)                               |                      |
| Javier Naranjo             | Los Rosales (Sevilla)                  |                      |
| Lara                       | Coín (Málaga)                          |                      |
| Laura Diepstraten          | (Almería)                              |                      |
| Laura                      | (Badajoz)                              |                      |
| Leonor                     | Bailén (Jaén)                          |                      |
| Leyre                      | Yeles (Toledo)                         |                      |
| Lucía                      | Illescas (Toledo)                      |                      |
| Amanda (Mandy)             | (Sevilla)                              |                      |
| Manuel Jesús               | Benalup-Casas Viejas (Cádiz)           |                      |
| María                      | Illescas (Toledo)                      |                      |
| María Varo                 | Algeciras (Cádiz)                      |                      |
| Mar Hernández              |                                        |                      |
| Marta                      | Montilla (Córdoba)                     |                      |
| Nacho                      | -                                      |                      |
| Natalia                    | Punta Umbría (Huelva)                  |                      |
| Nayra Gomar                | Benalup-Casas Viejas (Cádiz)           |                      |
| Nazaret García             | Arcos de la Frontera (Cádiz)           |                      |
| Pablo                      | (Toledo)                               |                      |
| Samuel Yareth              | (Sevilla)                              |                      |
| Sara                       | Jerez de la Frontera (Cádiz)           |                      |
| Tiffany                    | Guadiaro (Cádiz)                       |                      |
| Victoria                   | (Almería)                              |                      |
| Victoria                   | Villanueva de los Castillejos (Huelva) |                      |
| Yastina Samper Yonaviciute | Garrucha (Almería)                     |                      |
| Zaira                      | Sanlúcar de Barrameda (Cádiz)          |                      |

## En otros programas
- Charlotte Summers fue concursante de la segunda edición de La Voz Kids, formando parte del equipo de Rosario Flores.
- Elsa Tortonda Ropera, Javier Naranjo, Laura Diepstraten, Nayra Gomar, Nazaret García, Samuel Yareth y Yastina Samper Yonaviciute participaron como concursantes de la cuarta edición de La Voz Kids.[4]
- Mar Hernández fue concursante de la primera temporada de Pequeños gigantes, pero no fue seleccionada. Y más tarde, participó como concursante en la segunda edición de La Voz Kids, formando parte del equipo de Manuel Carrasco.
- Nayra Gomar y Samuel Yareth participaron como concursantes de la primera edición de Tu cara me suena mini y posteriormente fueron dos de los tres integrantes del grupo Radio Menuda en el programa Menuda noche.[4]

## Canales Emitidos
| Canales                      | Temporadas | Emisión Inicial | Final |
| ---------------------------- | ---------- | --------------- | ----- |
| Canal Sur                    |            |                 |       |
| Disney Channel España        |            |                 |       |
| CMM TV                       |            |                 |       |
| Canal Extremadura Televisión |            |                 |       |

## Equipo

### Presentadores
| Colaboradores  | Temporadas | Temporadas | Temporadas | Temporadas | Temporadas | Temporadas | Temporadas | Temporadas |
| Colaboradores  | 1          | 2          | 3          | 4          | 5          | 6          | 7          | 8          |
| Colaboradores  | 2016       | 2016-2017  | 2020       | 2021       | 2022       | 2023       | 2024       | 2025       |
| -------------- | ---------- | ---------- | ---------- | ---------- | ---------- | ---------- | ---------- | ---------- |
| Natalia        |            |            |            |            |            |            |            |            |
| David Broncano |            |            |            |            |            |            |            |            |

### Jurado
| Colaboradores   | Temporadas | Temporadas | Temporadas | Temporadas | Temporadas | Temporadas |
| Colaboradores   | 1          | 2          | 3          | 4          | 5          | 6          |
| Colaboradores   | 2016       | 2016-2017  | 2020       | 2021       | 2022       | 2023       |
| --------------- | ---------- | ---------- | ---------- | ---------- | ---------- | ---------- |
| María Parrado   |            |            |            |            |            |            |
| Jaime Cantizano |            |            |            |            |            |            |
| Merche          |            |            |            |            |            |            |
| Rafa Méndez     |            |            |            |            |            |            |

## Fenómeno fan 1: 2016

### Presentador
- Natalia Rodríguez

### Jurado
- Merche: Cantante.
- María Parrado: Ganadora de la primera edición de La Voz Kids.
- Jaime Cantizano: Presentador de televisión.

## Fenómeno fan 2: 2016-2017

### Presentador
- Natalia Rodríguez

### Jurado
- Merche: Cantante.
- María Parrado: Ganadora de la primera edición de La Voz Kids.
- Jaime Cantizano: Presentador de televisión.

### Galas

#### GALA 12 LOS TRIOS
| N.act | Artista 1 | Canción               | Artista 2 | Canción                | Artista 3 | Canción                 | Elección Jurado | Elección Grada Fan | Eliminado |
| ----- | --------- | --------------------- | --------- | ---------------------- | --------- | ----------------------- | --------------- | ------------------ | --------- |
| 1.    | Samuel    | "Humanos a marte"     | Pablo     | "Picky"                | Nayra     | "Mi tierra"             | Samuel          | Nayra              | Pablo     |
| 2.    | Bibiana   | "Soñé una vida"       | Alba      | "Es más que amor"      | Mandy     | "La vida es un cabaret" | Mandy           | Bibiana            | Alba      |
| 3.    | Jonathan  | "Cake by ocean"       | Tiffany   | "Roar"                 | María V   | "Don´t stop the music"  | Tiffany         | María V            | Jonathan  |
| 4.    | Andrea    | "Amiga mia"           | Javier    | "¿Y si fuera ella?"    | Manuel    | "Quisiera ser"          | Manuel          | Andrea             | Javier    |
| 5.    | Esperanza | "My heart will go on" | María R   | "the eye of the tiger" | Sara      | "Pretty woman"          | María R         | Sara               | Esperanza |

GALA 13 LOS TRIOS
| N.act | Artista 1 | Canción               | Artista 2 | Canción          | Artista 3 | Canción         | Elección Jurado | Elección Grada Fan | Eliminado |
| ----- | --------- | --------------------- | --------- | ---------------- | --------- | --------------- | --------------- | ------------------ | --------- |
| 1.    | Blanca    | "Tengo un trato"      | Arancha   | "Better in time" | Sara C    | "Poker face"    | Arancha         | Blanca             | Sara C    |
| 2.    | Emilio    | "Volaré"              | Adrián    | "Se acabó"       | Nazaret   | "A mi manera"   | Emilio          | Nazaret            | Adrián    |
| 3.    | Leonor    | "Yellow submarine"    | Guillermo | "Yesterday"      | Celia     | "Let it be"     | Celia           | Guillermo          | Leonor    |
| 4.    | Auxi      | "El ciclo de la vida" | Laura     | "Eres tú"        | Charlotte | "Suéltalo"      | Charlotte       | Auxi               | Laura     |
| 5.    | Ángela    | "Waterloo"            | Jennyfer  | "Mamma mia"      | Lucía     | "Dancing queen" | Ángela          | Lucía              | Jennyfer  |

- CYAN : REPESCADA
- VERDE: SALVADO/A
- ROJO: EXPULSADA/O

GALA 14: EL DUELO FINAL
| N.act | Artista 1 | Votos Fan | Canción                | Votos Fan | Artista 2 | María | Jaime | Merche | TOTAL 1 | TOTAL 2 | Salvado   | Eliminado |
| ----- | --------- | --------- | ---------------------- | --------- | --------- | ----- | ----- | ------ | ------- | ------- | --------- | --------- |
| 1.    | Auxi      | 25        | "When you belive"      | 25        | Tiffany   | +5    | +5    | +5     | 30      | 35      | Tiffany   | Auxi      |
| 2.    | Esperanza | 27        | "Mientes"              | 23        | Nazaret   | +5    | +5    | +5     | 37      | 28      | Esperanza | Nazaret   |
| 3.    | Adrián    | 29        | "Recuérdame"           | 21        | Andrea    | +5    | +5    | +5     | 29      | 36      | Andrea    | Adrián    |
| 4.    | Mandy     | 34        | "¿Ahora quién?"        | 16        | Manuel    | ✘     | ✘     | ✘      | 34      | 16      | Mandy     | Manuel    |
| 5.    | Celia     | 32        | "No te pido la luna"   | 18        | Lucía     | +5    | +5    | +5     | 37      | 23      | Celia     | Lucía     |
| 6.    | María R   | 25        | "The finale countdown" | 25        | Ángela    | +5    | +5    | +5     | 35      | 30      | María R   | Ángela    |

GALA 15: EL DUELO FINAL
| N.act | Artista 1 | Votos Fan | Canción                  | Votos Fan | Artista 2 | María | Jaime | Merche | TOTAL 1 | TOTAL 2 | Salvado | Eliminado |
| ----- | --------- | --------- | ------------------------ | --------- | --------- | ----- | ----- | ------ | ------- | ------- | ------- | --------- |
| 1.    | Blanca    | 23        | "Ella"                   | 27        | Sara      | +5    | +5    | +5     | 33      | 32      |         |           |
| 2.    | María V   | 19        | "If i were a boy"        | 31        | Charlotte | +5    | +5    | +5     | 34      | 31      |         |           |
| 3.    | Samuel    | 30        | "No me doy por vencido"  | 20        | Bibiana   | +5    | +5    | +5     | 30      | 35      |         |           |
| 4.    | Emilio    | 37        | "Killing my softly"      | 13        | Guillermo | ✘     | ✘     | ✘      | 37      | 13      |         |           |
| 5.    | Leonor    | 25        | "No dudaria"             | 25        | Sara C    | +5    | +5    | +5     | 35      | 30      |         |           |
| 6.    | Nayra     | 23        | "I wanna dance somebody" | 27        | Arancha   | +5    | +5    | +5     | 33      | 32      |         |           |

### Concursantes
El programa se dividió en 17 episodios diferentes más un especial del día de Reyes. En esta ocasión, los 6 finalistas tuvieron que pasar por más fases para poder hacerse con la victoria, como la fase de tríos. La ganadora de esta edición fue Amanda, más conocida como Mandy.

## Fenómeno fan 3: 2020

### Presentador
- Natalia Rodríguez

### Jurado
- María Parrado: Ganadora de la primera edición de La Voz Kids.
- Rafa Méndez: Coreógrafo y bailarín.
- Jaime Cantizano: Presentador de televisión.

## Fenómeno fan 4: 2021

### Presentador
- David Broncano

### Jurado
- María Parrado: Ganadora de la primera edición de La Voz Kids.
- Rafa Méndez: Coreógrafo y bailarín.
- Jaime Cantizano: Presentador de televisión.

## Fenómeno fan 5: 2022

### Presentador
- David Broncano

### Jurado
- María Parrado: Ganadora de la primera edición de La Voz Kids.
- Rafa Méndez: Coreógrafo y bailarín.
- Jaime Cantizano: Presentador de televisión.

## Fenómeno fan 6: 2023

### Presentador
- David Broncano

### Jurado
- María Parrado: Ganadora de la primera edición de La Voz Kids.
- Rafa Méndez: Coreógrafo y bailarín.
- Jaime Cantizano: Presentador de televisión.

## Fenómeno fan 7: 2024

### Presentador
- David Broncano

### Jurado
- María Parrado: Ganadora de la primera edición de La Voz Kids.
- Rafa Méndez: Coreógrafo y bailarín.
- Jaime Cantizano: Presentador de televisión.

## Fenómeno fan 8: 2025

### Presentador
- David Broncano

### Jurado
- María Parrado: Ganadora de la primera edición de La Voz Kids.
- Rafa Méndez: Coreógrafo y bailarín.
- Jaime Cantizano: Presentador de televisión.

## Audiencias

### Fenómeno fan: Ediciones
| Edición                       | Fecha     | Cadena | Espectadores | Cuota | Gala final |
| ----------------------------- | --------- | ------ | ------------ | ----- | ---------- |
| Fenómeno fan: Primera edición | 2016      |        |              |       |            |
| Fenómeno fan: Segunda edición | 2016-2017 |        |              |       |            |
| Fenómeno fan: Tercera edición | 2020      |        |              |       |            |
| Fenómeno fan: Cuarta edición  | 2021      |        |              |       |            |
| Fenómeno fan: Quinta edición  | 2022      |        |              |       |            |
| Fenómeno fan: Sexta edición   | 2023      |        |              |       |            |
| Fenómeno fan: Séptima edición | 2024      |        |              |       |            |